# 横手丘二
横手 丘二（よこて きゅうじ、1940年11月8日 - ）は、日本の映画・テレビドラマの撮影監督（カメラマン）である。群馬県出身。日本映画撮影監督協会(J.S.C.)会員。

## 来歴
- 1957年、大映東京撮影所に入社。入社後は撮影助手を務める。
- 1970年、撮影に昇進、映画『裸でだっこ』としてデビュー。
- 1971年、大映が倒産した後、フリーカメラマンとなる。
- フリーになったその後は、大映テレビ制作のドラマまたは2時間ドラマなど活躍として勤める。

## 主な撮影作品

### テレビドラマ

#### 連続ドラマ
- 快傑ライオン丸（1972年〜1973年、フジテレビ）
- ファイヤーマン（1973年、日本テレビ）
- 赤い絆（1977年〜1978年、TBS）
- ザ・ハングマン（1980年〜1981年、朝日放送）
- ヤヌスの鏡（1985年〜1986年、フジテレビ）
- 花嫁衣裳は誰が着る（1986年、フジテレビ）
- このこ誰の子?（1986年〜1987年、フジテレビ）
- アリエスの乙女たち（1987年、フジテレビ）
- ザ・スクールコップ（1988年、フジテレビ）
- 青春オーロラ・スピン スワンの涙（1989年、フジテレビ）
- テニス少女夢伝説!愛と響子（1990年、フジテレビ）
- 家政婦は見た!（1997年、テレビ朝日）
- はぐれ刑事純情派（2003年、テレビ朝日）

#### 単発・スペシャルドラマ
- 土曜ワイド劇場（テレビ朝日、ABC朝日放送）
  - 復顔 整形美女の復讐（1979年）
  - 悪魔の花嫁（1980年）
  - 瀬戸内殺人海流（1980年）
  - 怪奇!金色の眼の少女（1980年）
  - 山口線“貴婦人号”SL殺人トリック（1982年）
  - 真夏の女子高生連続殺人（1990年）
  - 西村京太郎トラベルミステリー
    - 「裏切りの中央本線 L特急あずさ21号殺人事件」（1991年）

  - 家政婦は見た!
    - 12作「ふるさと創生資金一億円で色と欲の温泉ゲーム　町長一族の乱れた秘密」（1991年）
    - 14作「憧れの大女優、私生活の派手な秘密」（1995年）
    - 15作「財界一族の虚飾の争い、老害ワンマンオーナーに群がる女たちの秘密」（1996年）
    - 16作「名門ファッションデザイナー家族の乱れた秘密」（1996年）

  - 高橋英樹の船長シリーズ
    - 「思い出の青函連絡船」（1993年）

  - 受験戦争殺人時代（1994年）
  - ダイエット三姉妹の旅情事件簿（1997年）
  - エステ美女連続殺人事件（1997年）
  - 温泉若おかみの殺人推理
    - 6作（1997年）

  - ラーメン刑事「龍」の殺人推理
  - 不倫の連続殺人
  - 温泉㊙大作戦
- 火曜サスペンス劇場（日本テレビ）
  - 乱れからくり ねじ屋敷連続殺人事件（1982年）
  - 小京都ミステリー
    - 「薩摩恋人形殺人事件」（1991年）
    - 「山陰但馬殺人事件」（1995年）
    - 「みちのく角館殺人事件」（1996年）
    - 「肥前蛍の里殺人事件」（1996年）
    - 「加賀百万石殺人事件」（1996年）

  - 下町・銭湯騒動記
    - 「轢き逃げの罠に怯える二人の母親」（2003年）
- ザ・サスペンス（TBS）
  - 十津川警部シリーズ
    - 「日本一周『旅号』〈ミステリー・トレイン〉殺人事件」（1983年）
    - 「下り特急『富士』殺人事件」（1983年）
    - 「寝台特急『紀伊』殺人行」（1984年）

  - 松本清張の突風（1983年）
  - 鳥取砂丘殺人事件（1984年）
  - 狙われた女教師（1984年）
- 世にも奇妙な物語（フジテレビ）
  - 無人艦隊（1991年）
  - あやしい鏡（1991年）
  - 脅威の降霊術（1991年）
- 金曜エンタテイメント（フジテレビ）
  - 山村美紗サスペンス 赤い霊柩車シリーズ
    - 2作「黒衣の結婚式」（1993年）
    - 3作「消えた配偶者」（1994年）
    - 6作「婚約者は死者」（1996年）
    - 7作「双子の棺」（1997年）

  - 美人記者香坂冬子の名推理（1997年）
- 女と愛とミステリー（テレビ東京）
  - 京都新婚旅行殺人事件（2002年）
- 水曜ミステリー9（テレビ東京）
  - 捜査検事・近松茂道
    - 8作「伊勢志摩・海女伝説殺人事件」（2008年）
- 月曜ゴールデン（TBS）
  - ベビーシッターの危険な好奇心（2007年）

### 映画
- 裸でだっこ（1970年）
- 高校生番長 棒立てあそび（1970年）
- 悪名尼（1970年）
- MAGIC CAPSULE Godiego（1970年）